# 北得撫水道
北得撫水道（きたうるっぷすいどう、ロシア語: Буссоль、英語: Bussol Strait）は、千島列島の新知島と知理保以島との間を結び、オホーツク海から太平洋に抜ける海峡である。
幅65kmで長さ30km、水深は最も深いところで2225mとなっており、潮の流れも速く、海の難所となっている。
この海峡の英語名及びロシア語名の由来は、1787年にフランスの航海士であるジャン＝フランソワ・ド・ガローによって、彼が旅したフリゲートブッソール号にちなんで名付けられた。
座標: 北緯46度41分45秒 東経151度21分06秒 / 北緯46.6958度 東経151.3517度